# Pantherspanner

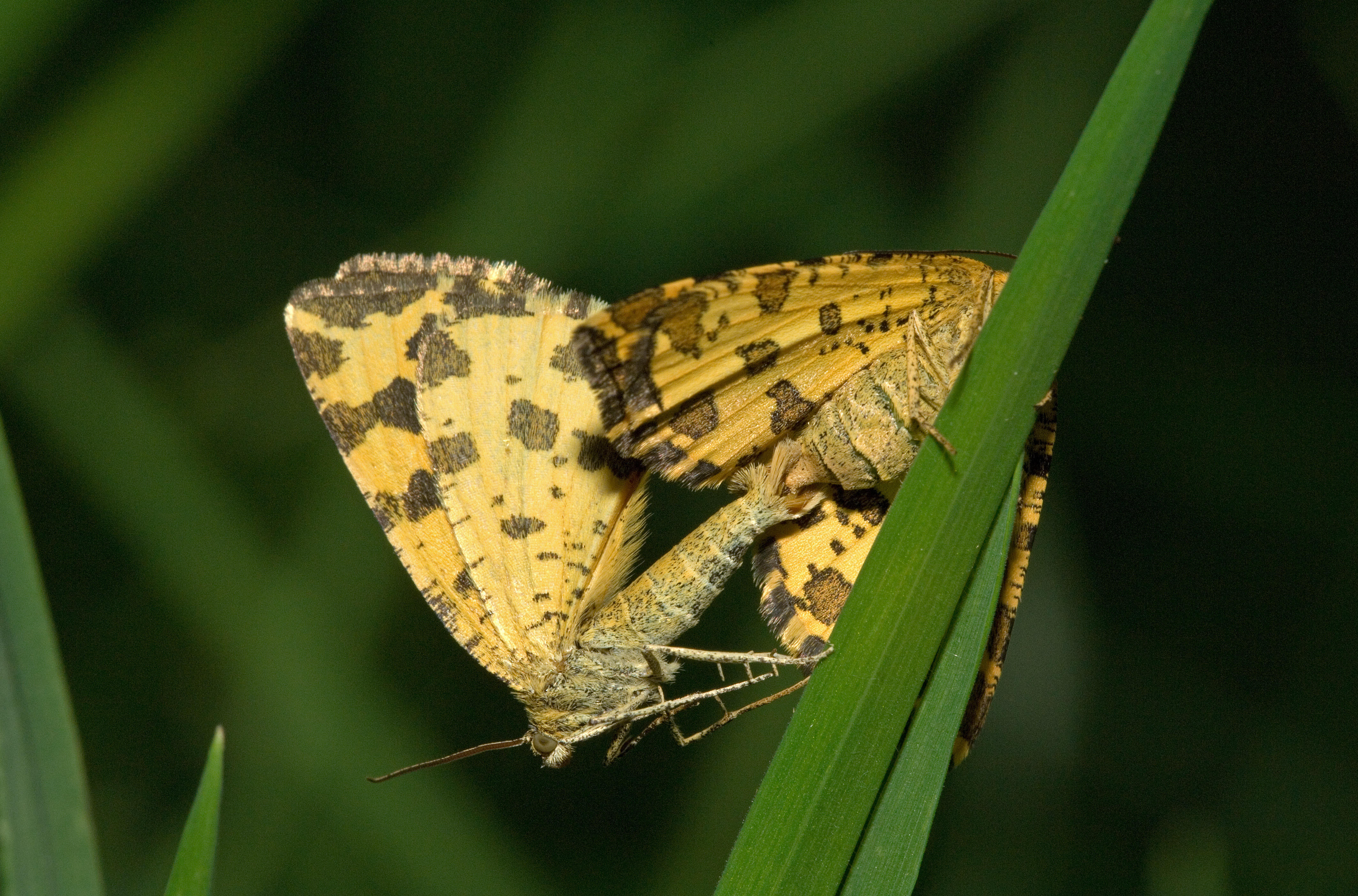
Pantherspanner bei der Paarung

Der Pantherspanner oder Gelbe Fleckenspanner (Pseudopanthera macularia) ist ein Schmetterling (Nachtfalter) aus der Familie der Spanner (Geometridae).

## Merkmale

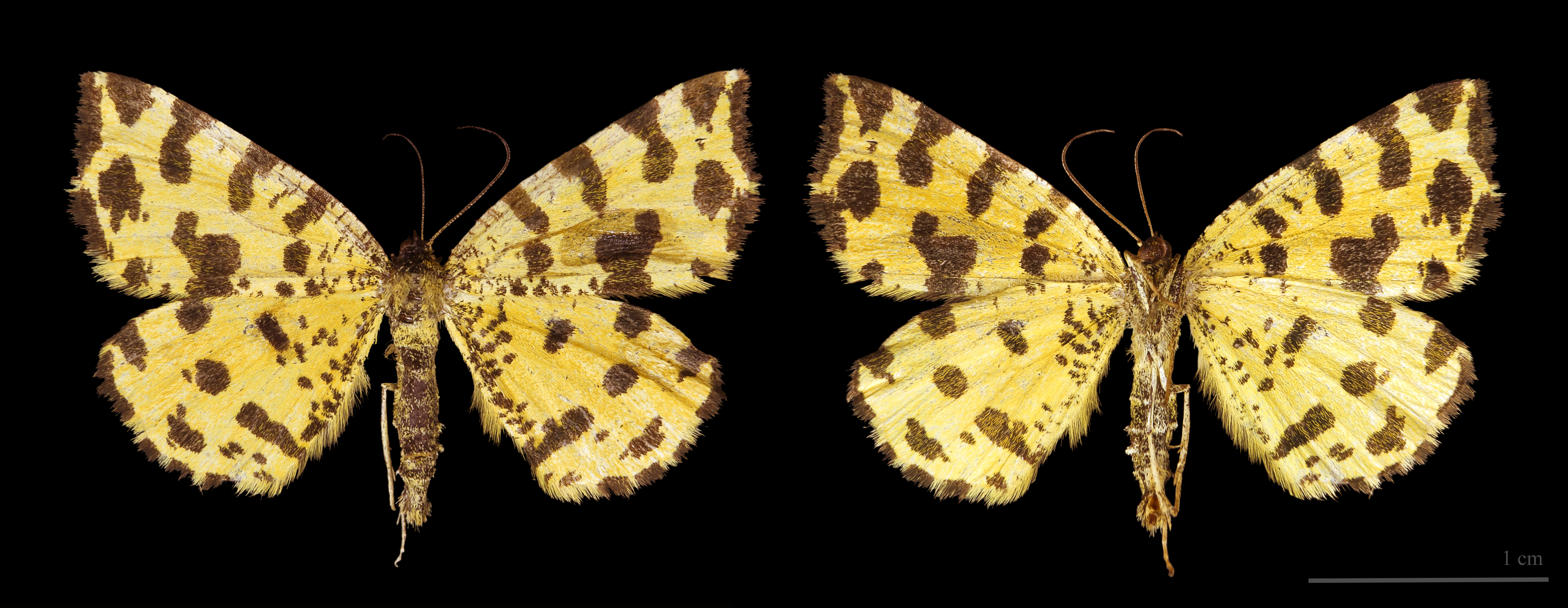
Pseudopanthera macularia

Die Falter erreichen eine Flügelspannweite von 23 bis 28 Millimetern. Sie haben eine hell- bis dottergelbe Flügelgrundfärbung, wobei beide Flügelpaare mit zahlreichen großen und kleinen, braunen, violett schimmernden Flecken bedeckt sind, die größtenteils in mehreren lückigen Querbinden angeordnet sind. Die Anzahl und Ausdehnung dieser Flecken variiert. Die Flügelunterseiten sind ebenfalls gelb mit Flecken.
Die Raupen werden ca. 25 Millimeter lang. Sie haben eine grüne Grundfärbung. Am Rücken tragen sie eine dunkelgrüne Längslinie, parallel dazu verlaufen seitlich mehrere, leicht gewellte, weiße Linien. An den Seiten, auf Höhe der Stigmen verläuft eine etwas breitere weiße Längslinie, die zu beiden Seiten von je einer dunkelgrünen Linie flankiert wird. 

### Unterarten
- Pseudopanthera macularia macularia (Linnaeus, 1758)[1]
- Pseudopanthera macularia meridionalis (Galvagni, 1908)[2]

### Formen
- Pseudopanthera macularia f. transversaria Krul. Flecke auf den Vorderflügeln zu Bändern vereinigt.[3]
- Pseudopanthera macularia f. viridimaculata Ckll. Olivgrüne statt schwarze Flecke.[3]
- Pseudopanthera macularia f. albicans Obth. Mit weißlicher Grundfarbe.[3]
- Pseudopanthera macularia f. fuscaria Stgr. Mit dunkelbrauner Grundfarbe.[3]

### Synonyme
Venilia macularia (Linnaeus, 1758)

### Ähnliche Arten
- Eurranthis plummistaria (de Villers, 1789)

## Vorkommen
Der Pantherspanner ist von der Iberischen Halbinsel über West- und Mitteleuropa und die Britischen Inseln bis nach Russland verbreitet. Sein Verbreitungsgebiet erstreckt sich im Norden bis ins südliche Fennoskandien, im Süden ist er von den westlichen Mittelmeerinseln über Italien und die Balkanhalbinsel bis ins Schwarzmeergebiet und den Kaukasus anzutreffen. Die Art besiedelt sonnige Gegenden, wie lichte Wälder (Waldränder) und offenes, trockenes Gelände, aber auch Parks.

## Lebensweise
Die tagaktiven Falter kann man häufig beim Blütenbesuch finden.

### Flug- und Raupenzeiten
Die Falter fliegen in einer Generation von Ende April bis Anfang Juli, die Raupen findet man von Juli bis in den September.

### Nahrung der Raupen
Die Raupen ernähren sich von verschiedenen krautigen Pflanzen:
- Gefleckte Taubnessel (Lamium maculatum)
- Aufrechter Ziest (Stachys recta)
- Ziest (Stachys spec.)[3]
- Dornige Hauhechel (Ononis spinosa)
- Hauhecheln (Ononis spec.)[3]
- Minze (Mentha spec.)[3]
- Salweide (Salix caprea)
- Rote Heckenkirsche (Lonicera xylosteum)
- Gemeine Hasel (Corylus avellana)
- Wiesensalbei (Salvia pratensis)[4]
- Taubnessel (Lamium spec.)[4]
- Nordisches Labkraut (Galium boreale)[4]

### Nahrung des Falters
Die Nahrungspflanzen der Falter sind besser dokumentiert als die der Raupen. An folgenden Nektarpflanzen wurden Falter beobachtet:
- Behaarter Kälberkropf (Chaerophyllum hirsutum)
- Weiße Taubnessel (Lamium album)
- Kriechender Hahnenfuß (Ranunculus repens)'
- Scharfer Hahnenfuß (Ranunculus acris)
- Gänseblümchen (Bellis perennis)
- Winterkresse (Barbarea vulgaris)
- Sumpf-Vergissmeinnicht (Myosotis palustris)
- Bachbunge (Veronica beccabunga)
- Magerwiesen-Margerite (Leucanthemum vulgare)
- Schaumkräuter (Cardamine spec.)
- Zypressen-Wolfsmilch (Euphorbia cyparissias)
- Ruprechtskraut (Geranium robertianum)
- Gamander-Ehrenpreis (Veronica chamaedrys)
- Besenginster (Cytisus scoparius)
- Vogel-Wicke (Vicia cracca)
- Zaun-Wicke (Vicia sepium)
- Gewöhnlicher Hufeisenklee (Hippocrepis comosa)
- Brombeeren (Rubus fruticosus agg.)
- Acker-Witwenblume (Knautia arvensis)
- Wiesensalbei (Salvia pratensis)
- Große Sternmiere (Stellaria holostea)
- Giersch (Aegopodium podagraria)
- Echte Zaunwinde (Convolvulus sepium)
- Weißklee (Trifolium repens)
- Faulbaum (Frangula alnus)

Ferner kann der Falter auch beim Saugen an Kothäufchen beobachtet werden.

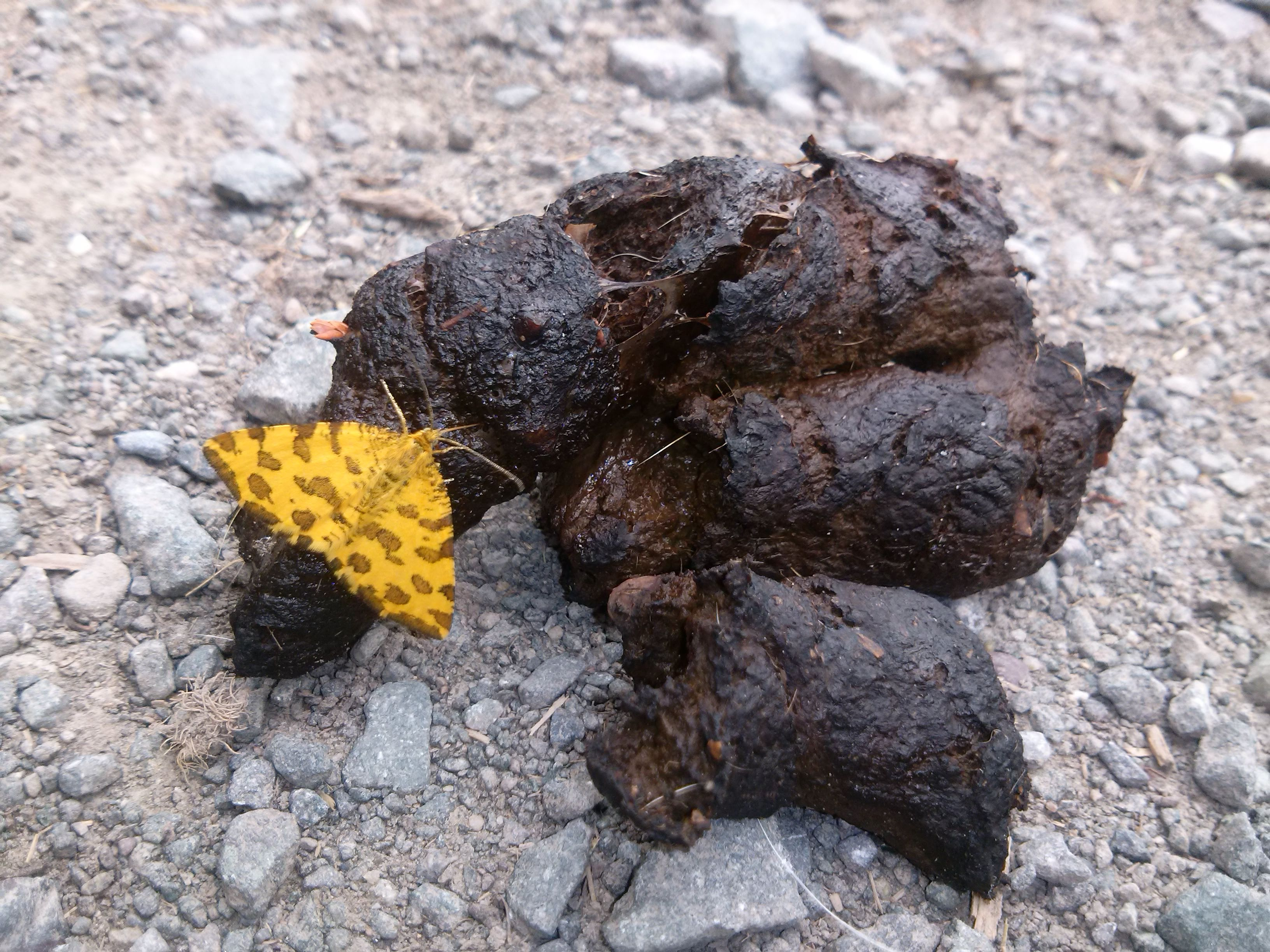
Pantherspanner saugt an Kothäufchen zur Nahrungsaufnahme

## Entwicklung
Die Verpuppung findet im September am Boden in einem mit Erde durchsetzten Gespinst statt, wobei die Falter erst nach einer Überwinterung schlüpfen.

## Belege